# تپه مزرنو
تپه مزرنو مربوط به دوره ساسانیان - سده‌های اولیه دوران‌های تاریخی پس از اسلام است و در شهرستان ملایر، بخش سامن، دهستان حرمرود سفلی، روستای بلرتو واقع شده و این اثر در تاریخ ۲۵ آبان ۱۳۸۷ با شمارهٔ ثبت ۲۳۶۵۸ به‌عنوان یکی از آثار ملی ایران به ثبت رسیده است.